# Pierre Desvignes
Pour les articles homonymes, voir Desvignes.
Pierre Desvignes est un compositeur français né le 27 septembre 1764 à Velars-sur-Ouche en Bourgogne (actuel département de la Côte-d'Or) et mort le 21 janvier 1827 à Paris.

## Biographie
Originaire d'une famille de modestes agriculteurs, Pierre Desvignes fut rapidement remarqué pour sa voix et admis comme enfant de chœur (enfant chantant dans le chœur) de la cathédrale Saint-Étienne de Dijon. Il y reçut une formation approfondie, destinée à faire de ces jeunes chanteurs de futurs interprètes professionnels. Il reçut ensuite une formation complémentaire à l'école musicale de la cathédrale de Dijon où il eut la chance d'avoir pour maître Jean-François Lesueur, qui avait lui-même été formé dans des chœurs d'église (en Picardie) avant la Révolution de 1789. C'est là que Desvignes compose en 1780 sa première œuvre importante, une Messe à 4 parties. D'inspiration résolument moderne, cette pièce à faible effectif (un chœur à quatre parties et quatre solistes, sans instruments) exige des interprètes de haut niveau : depuis des siècles, tous les membres des chœurs d'église étaient professionnels, jusqu'à la suppression brutale des chapitres ecclésiastiques en 1790.
Lesueur le fait alors nommer maître de chapelle à la cathédrale d'Évreux. Il a 17 ans. Desvignes restera quelques mois seulement à ce poste qu'il quittera en 1782 pour devenir maître de chapelle à la cathédrale de Chartres, lieu important du royaume, où il se fit connaître comme compositeur de musique sacrée. La dispersion des chapitres canoniaux et de leur personnel par la Révolution dès 1790, puis la fermeture des églises en 1793, mirent un terme à cette première carrière.
Desvignes s'installa alors à Paris et se reconvertit dans le théâtre lyrique. Il composa plusieurs airs patriotiques pour le théâtre de la Cité.
Nommé en 1793 professeur au Conservatoire national de musique nouvellement fondé, il devient maître de chapelle de Notre-Dame de Paris en 1802, peu après la signature du Concordat entre Bonaparte et la papauté, traité qui permit la réouverture des églises, attendue et initiée (de manière informelle ou très limitée) dès 1795/1796. Comme cela avait été le cas auparavant partout en France, la mission de l'école musicale de Notre-Dame est de former les jeunes chantres membres du chœur (tenant la partie de soprano), avec l'ambition d'en faire (une fois devenus adultes) les membres professionnels du chœur de l'église métropolitaine de Paris, ou des autres églises de France. Malgré un manque cruel de ressources financières (car l'Ancien Régime n'avait pas été ressuscité pour autant), Desvignes travaille alors à rétablir l’établissement d'enseignement supprimé par la Révolution (la religion chrétienne et toutes ses manifestations avaient été interdites en 1793, sous la Terreur, tandis que la cathédrale avait été transformée en temple de la Raison). À ce poste, Desvignes forma d'assez nombreux jeunes gens qui jouèrent un rôle dans le développement de la musique française de cette époque. On peut nommer certains d'entre eux : le contrebassiste et professeur au Conservatoire de Paris Armand Durier ; le Grand prix de Rome Albert Guillon ; l'organiste et compositeur Alphonse Gilbert, second Grand Prix de Rome ; le bibliothécaire du Conservatoire Auguste Bottée de Toulmon ; le harpiste François-Joseph Naderman et, bien sûr, le compositeur Émile Bienaimé, lui aussi second Grand Prix de Rome, que Desvignes nomma maître de musique, c'est-à-dire chef du chœur et de la maîtrise de Notre-Dame de Paris (on dirait de nos jours maître de chapelle).
En 1811, Desvignes devient chef adjoint de la chapelle musicale de Napoléon Ier au palais des Tuileries. Il est reçu membre de l'Académie des sciences, arts et belles-lettres de Dijon en 1820.
Tout au long de sa carrière, Desvignes s'est essayé aussi bien à la musique sacrée qu'à la musique profane, notamment lyrique. Parmi ses créations les plus marquantes, il convient de citer les Lamentations de Jérémie (texte tiré de la Bible, assez souvent mis en musique), ses Te Deum et, particulièrement, une Marche funèbre pour chœur à 5 voix et orchestre, curieusement écrite à partir du Pie Jesu liturgique. Elle avait été composée à l'occasion du service célébré à Notre-Dame-de-Paris en 1806, pour commémorer les morts de la bataille d'Austerlitz. Son contemporain, le critique Albert Gilbert, la considère « comme l'une de ses plus remarquables inspirations ». Le compositeur l'a reprise en 1808 à l'occasion de la mort du cardinal de Belloy, archevêque de Paris. Le public, impressionné, l'attribua à Mozart, dont la messe de Requiem fut exécutée au cours du même service.
Pierre Desvignes est mort en 1827 à Paris et c'est son élève Émile Bienaimé qui fut choisi pour lui succéder.

## Œuvres
- Messe à quatre parties par Pierre Desvignes, Volume 91 des éditions du Centre de musique baroque de Versailles, Patrimoine musical bourguignon, 2005, 40 pages - en latin.
- La Fête de l'égalité, mélodrame pantomi-lyrique, en un acte et en vers par Pierre Desvignes (livre) - Première édition publiée en 1793 en français.
- Pie Jesu Domine, en forme de marche funèbre pour chœur et orchestre, composée en 1806 pour le premier service anniversaire célébré à Notre-Dame de Paris à la mémoire des morts de la bataille d'Austerlitz et redonnée pour l'inhumation de S. E. le Cardinal de Belloy archevêque de Paris (1808). Par P. Desvignes maître de musique de la basilique Notre-Dame. Réduite avec accompagnement d'orgue ou piano. Par J. Adrien de La Fage et Pierre Desvignes - 3 éditions publiées en 1808 en latin.
- Sigismond III. à Cracovie. Drame héroïque, en deux Actes, mêlé de Chants et précédé d'un prologue. Paroles de M.r Leblanc. Musique de Pierre Desvignes par Pierre Desvignes - en français.
- Cantate en l'honneur de Napoléon 1er. par Pierre Desvignes - en français.
- Te Deum laudamus par Pierre Desvignes - en latin. [Voix (3), chœur à 4 voix, orchestre. Ré majeur.] Publication : [Entre 1782 et 1804] Imprimeur/fabricant: M. Perrier ; F. Andrieu.
- Messe à Grand Chœur avec Symphonie. (En fa mineur) par Pierre Desvignes - en latin.
- Magnus Dominus, Motet à G[ran]d Orchestre par Pierre Desvignes - en latin.
- De Profundis avec accompagnement d'harmonie par M. Desvignes, maître de musique de N.-D. de Paris par Pierre Desvignes - 2 éditions publiées en 1806 en latin.

## Sources
- A.-P.-M. Gilbert, in Revue et Gazette musicale de Paris, 7e année, 1840. no 38, 31 mai 1840, pages. 322-23.
- Joseph Dietsch, Souvenirs musicaux de la Sainte-Chapelle du Roy à Dijon. Pierre Desvignes, Dijon, Impr. de l'Union typographique, Mersch, 1884.